# فروخ شاه (أمير أيوبي)
عز الدين فروخ شاه بن شاهنشاه بن أيوب ابن أخي صلاح الدين الأيوبي صار والياً على دمشق سنة 576هـ وكان من كبار القادة والمجاهدين، حارب الفرنج وأبلى بلاءً حسناً في موقعة مرج عيون. وكان إلى شجاعته عالماً كثير الأدب مطبوع النظم والنثر وله أشعار كثيرة. لقب بعز الدين ومات سنة 578هـ (1182م)، والياً على دمشق فدفن بالتربة الفروخشاهية الكائنة في الصالحية.
وقد كان من المقاتلين الصناديد في تخريب حصن الأحزان بالقرب من صفد، عام 575 هـ. ومكافأة له أقطع صلاح الدين ابن أخيه عز الدين فروخ شاه بعلبك (1179-1182).

## وصلات خارجية
- دمشق تحتضن أضرحة الأعلام من الصحابة والقادة العلماء